# Родолфо Грацијани
Родолфо Грацијани (итал. Rodolfo Graziani; 11. август 1882 — 11. јануара 1955) био је маршал италијанске војске.

## Каријера

### Увод
Од 1908. служио је као официр у италијанским колонијалним трупама. У италијанској колонијалној експанзији у Африци учествовао је у покоравању Триполитаније (1921-1929) и гушењу устанка домородаца у Киренајки (1932). Од 1935. био је гувернер Сомалије.

### Етиопија
У Другом италијанско-абисинском рату (1935-1936) командовао је италијанском армијом која је наступала из Сомалије, а потом од маја 1936. до новембра 1937. био је поткраљ Етиопије. На тим дужностима испољио је безобзирну суровост према локалном становништву. После неуспелог атентата извршеног на њега, 19. фебруара 1937, италијанске окупационе трупе у Адис Абеби убиле су 30.000 људи у тродневном покољу.

### Други светски рат
Крајем 1939. постао је начелник Генералштаба КоВ; на тој дужности израдио је план напада на Југославију.

#### Северна Африка
Од јула 1940. командовао је италијанским трупама против британских снага у северној Африци. Иако бројно и технички вишеструко надмоћан, изгубио је за непуна два месеца (18. децембра 1940-6. фебруара 1941) читаву Киренајку, после чега је смењен (Операција Компас).

#### Мусолинијев министар
После капитулације Италије 8. септембра 1943. био је министар у фашистичкој Италијанској Социјалној Републици (итал. Republica Sociale Italiana), коју је формирао Мусолини под заштитом Немаца у северној Италији. Заробљен је 1. маја 1945. и изручен Италији.

### После рата
Осуђен је 1950. на 19 година затвора, али је убрзо амнестиран. Од 1952. био је један од вођа неофашистичког покрета. Написао је аутобиографско дело Ho difeso la patria (Милано, 1947) у коме оправдава своје поступке и брани фашизам.